# MS&L
MSLGROUP ist ein globales Kommunikationsunternehmen und gehört der Publicis Groupe an.

## Unternehmensgeschichte
1938 wurde MS&L Worldwide von Farley Manning, James Selvage und Morris Lee in New York als Agentur für strategische Beratung gegründet. MS&L Worldwide entstand aus der Fusion zweier Firmen, Selvage & Lee und Farley Manning Associates, spezialisiert auf Wissenschaft, Gesundheit und den Consumer-Bereich. 2002 wurde die Holding von MS&L – Bcom3 – von Publicis übernommen und somit ein Kommunikations-Agenturnetzwerk gegründet, dessen Tätigkeit sich auf 109 Länder in 5 Kontinenten erstreckt und u. a. Saatchi & Saatchi Worldwide, Leo Burnett Worldwide, Digitas, MetaDesign, ZenithOptimedia und Starcom MediaVest Group umfasst.

## MSL Deutschland
Die MSLGROUP Germany (kurz: MSL) entstand Ende 2010 aus der Fusionierung von MS&L und Publicis Consultants, den beiden deutschen PR-Töchtern der französischen Publicis Groupe. Beide rückten bereits Anfang 2010 unter das Dach der MS&L Group. Geschäftsführer der MSLGroup Germany GmbH sind Wigan Salazar, Kirsten Leinert und Frank-Peter Lortz.
In Deutschland besitzt MSL Büros in Berlin, Frankfurt am Main, Düsseldorf, Hamburg und München.

## Auszeichnungen
Arbeiten des Unternehmens wurden u. a. ausgezeichnet von den Fachorganen und Zeitschriften
- The Holmes Report, PR Week, Communique,
- SABRE und dem Corporate Responsibility Officer Magazine.

Bei den PR Report Awards 2023 wurde MSL Germany als Kommunikationsberatung des Jahres ausgezeichnet.